# Śląsk Wrocław (féminines)
Pour la section masculine, voir Śląsk Wrocław.
Actualités
Le WKS Śląsk Wrocław SPNK est un club polonais de football féminin basé à Wrocław, c'est la section féminine du Śląsk Wrocław, depuis la fusion en 2020 avec le KS AZS Wrocław, fondé en 1997, et avec huit titres de champion de Pologne.
Le club joue ses matchs à domicile au Boisko Piłkarskie Hotel GEM, doté de 400 places.

## Historique
Le club est fondé en 1997, sous le nom Klub Środowiskowy Akademicki Związek Sportowy Wrocław ou KS AZS Wrocław, il était la section féminine du club omnisports de l'École polytechnique de Wrocław (fondé en 1976).
Le club remporte huit fois d'affilée le championnat de Pologne, entre 2001 et 2008. Il termine également deux fois vice-champion et gagne quatre Coupes de Pologne.
En mai 2020, le KS AZS Wrocław intègre le Śląsk Wrocław, et se renomme WKS Śląsk Wrocław SPNK.

## Palmarès
| Compétitions nationales |
| --- |
| - Championnat de Pologne (8) : - Champion : 2001, 2002, 2003, 2004, 2005, 2006, 2007, 2008. - Vice-champion : 2000 et 2009. - Coupe de Pologne (4) ; - Vainqueur : 2003, 2004, 2007 et 2009. - Finaliste : 2022 et 2024 |

- Doublé Championnat-Coupe: 2003, 2004, 2007